# Kolsass
Kolsass ist eine Gemeinde mit 1675 Einwohnern (Stand 1. Jänner 2025) im Bezirk Innsbruck-Land in Tirol (Österreich). Die Gemeinde liegt im Gerichtsbezirk Hall in Tirol. Die Partnergemeinde von Kolsass ist Barbian.

## Geografie
Der gleichnamige Hauptort liegt im Unterinntal auf 553 m ü. A. Höhe südlich des Inns zwischen Innsbruck und dem Zillertal. Das Gemeindegebiet wird im Norden durch den Inn begrenzt, der auf rund 530 Meter über dem Meer fließt. Daran schließen nach Süden ein breiter Talboden und der Anstieg bis auf rund 600 Meter an. Nur im Südwesten reicht die Gemeinde bis zur Höhe von 800 Meter. Neben dem Inn ist der Weerbach das größte Gewässer. Er bildet die Grenze im Osten.
Die Fläche beträgt 3,34 Quadratkilometer, davon werden 59 Prozent landwirtschaftlich genutzt, sieben Prozent sind Gärten und fünfzehn Prozent sind bewaldet.
Die Gemeinde besteht aus einer einzigen gleichnamigen Ortschaft bzw. Katastralgemeinde.

### Nachbargemeinden
| Fritzens |                                             | Terfens (Bezirk Schwaz) |
|          | Kompassrose, die auf Nachbargemeinden zeigt | Weer (Bezirk Schwaz)    |
| Wattens  |                                             | Kolsassberg             |

## Geschichte

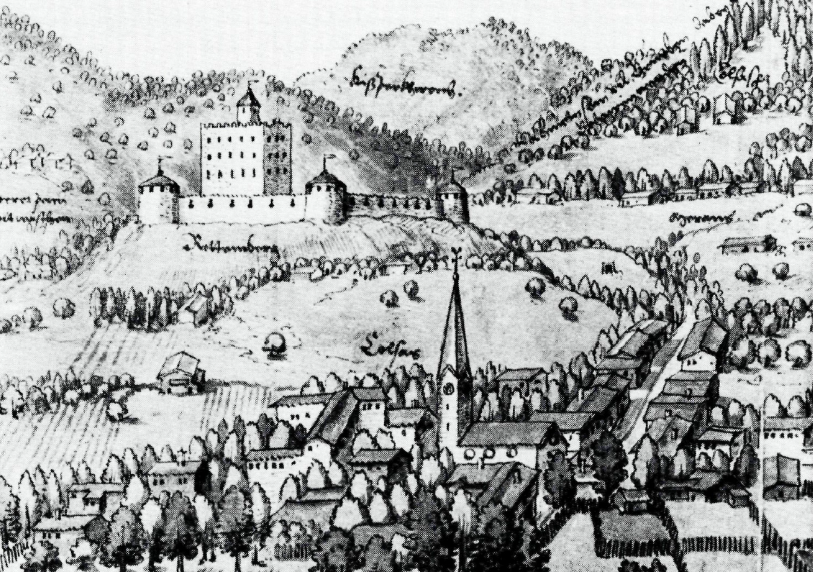
Kolsass mit Burg Neurettenberg im Schwazer Bergbuch von 1556

Die Pfarre Maria Heimsuchung zu Kolsass wurde vermutlich in vorkarolingischer Zeit gegründet, da sie bereits 788 zur Mutterpfarre erhoben wurde. Der heutige Ort ist aus zwei alten Siedlungen (Dorfkern mit Kirche und Ortsteil Mühlbach) hervorgegangen und wird in den Jahren 1050–1065 in einer Traditionsnotiz des Hochstifts Brixen erstmals urkundlich als „Quolesaz“ genannt. 1169/72 wird „Cholsaz“ im Traditionsbuch des hier begüterten Klosters Biburg genannt.
Der Ortsname setzt sich offensichtlich aus den beiden rätoromanischen (ladinischen) Wörtern Col (Hügel) und Sass (Fels) zusammen. Dies könnte sich auf den Burghügel der Burg Rettenberg beziehen, dessen Besiedelung bis in die Eisenzeit zurückreicht.
Im Zuge der Neueinteilung der Tiroler Verwaltungsbezirke wurde Kolsass mit der Gemeinde Kolsassberg vom 15. Oktober 1938 Teil des Bezirks Schwaz, kamen jedoch per 1. Jänner 1948 wieder zurück zum Bezirk Innsbruck-Land.

### Bevölkerungsentwicklung
EinwohnerJahr3006009001200150018001860189019201950198020102040EinwohnerEinwohnerentwicklung von Kolsass

## Kultur und Sehenswürdigkeiten

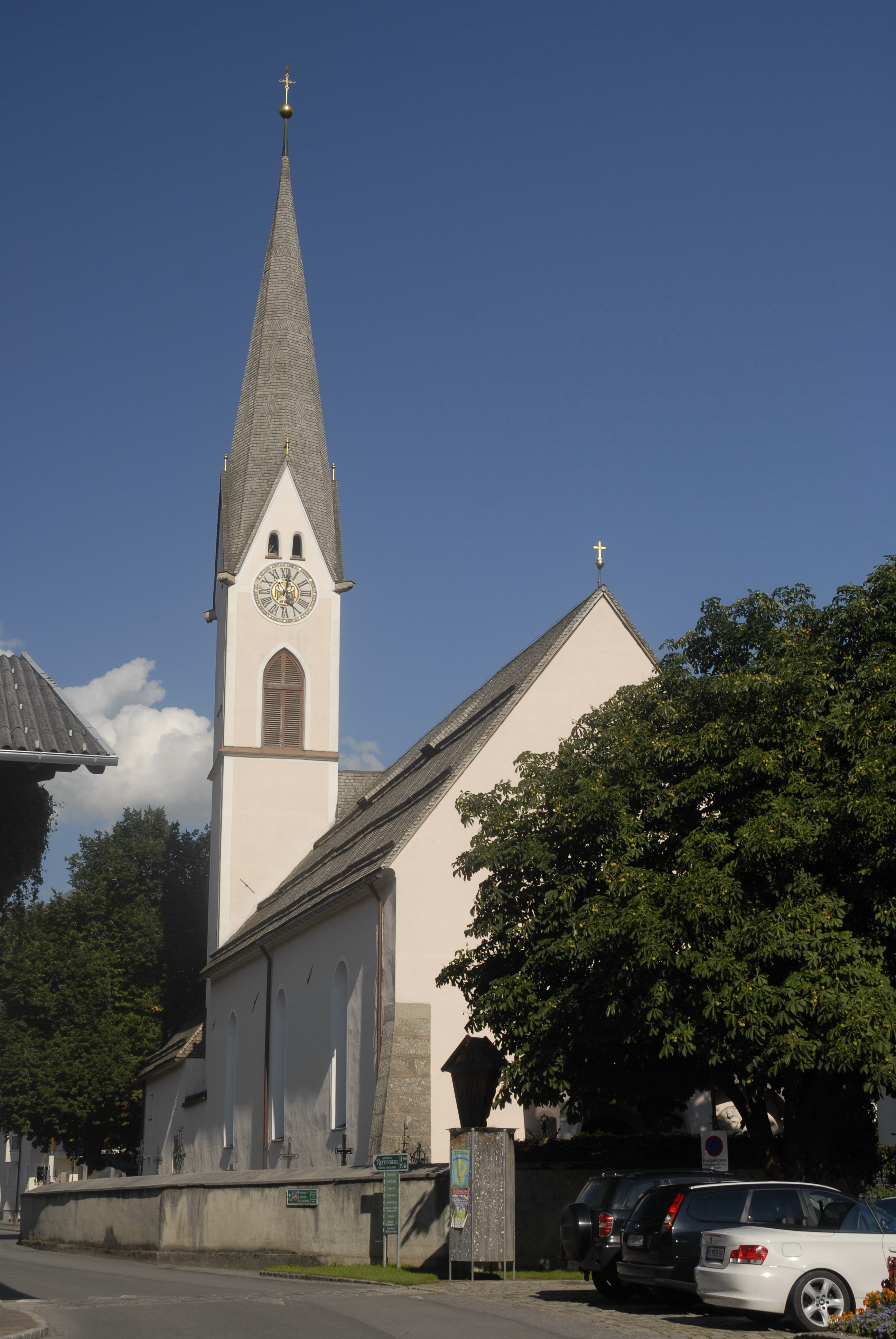
Pfarrkirche Kolsass

- Katholische Pfarrkirche Kolsass Mariä Heimsuchung

## Wirtschaft und Infrastruktur

### Wirtschaftssektoren
Von den landwirtschaftlichen Betrieben des Jahres 2010 wurden elf im Haupt-, vier im Nebenerwerb und drei von juristischen Personen geführt. Diese drei bewirtschafteten 78 Prozent der Flächen. Im Produktionssektor arbeiteten 123 Erwerbstätige im Bereich Herstellung von Waren, 88 in der Bauwirtschaft und 2 in der Wasserver- und Abfallentsorgung. Die wichtigsten Arbeitgeber des Dienstleistungssektors waren die Bereiche Handel (86) und persönliche und soziale Dienste (55 Mitarbeiter).
| Wirtschaftssektor            | Anzahl Betriebe | Anzahl Betriebe | Erwerbstätige | Erwerbstätige |
| Wirtschaftssektor            | 2011            | 2001            | 2011          | 2001          |
| ---------------------------- | --------------- | --------------- | ------------- | ------------- |
| Land- und Forstwirtschaft 1) | 18              | 17              | 10            | 10            |
| Produktion                   | 32              | 23              | 213           | 187           |
| Dienstleistung               | 69              | 38              | 195           | 167           |

1) Betriebe mit Fläche in den Jahren 2010 und 1999
| Im Jahr 2011 lebten 812 Erwerbstätige in Kolsass. Davon arbeiteten 140 in der Gemeinde, mehr als achtzig Prozent pendelten aus. Die Anzahl der Nächtigungen stieg von 18.000 im Jahr 2010 auf 25.000 im Jahr 2019. Im Jahresverlauf zeigen sich zwei Spitzen, eine im Februar und eine im Juli. | Die zur Anzeige dieser Grafik verwendete Erweiterung wurde dauerhaft deaktiviert. Wir arbeiten aktuell daran, diese und weitere betroffene Grafiken auf ein neues Format umzustellen. (Mehr dazu) |

### Verkehr
- Eisenbahn: Nördlich des Inn verkehrt die Unterinntalbahn. Der nächste Bahnhof ist fünf Kilometer entfernt in Wattens.[10]
- Straße: Durch den Norden des Gemeindegebietes führt die Inntal Autobahn A12, durch den Ort die Tiroler Straße B171.
- Rad: In der Ebene des Inntals verläuft der Inn-Radweg.[11]

## Politik

### Gemeinderat
In den Gemeinderat werden 13 Mandatare gewählt.
| Partei                                                          | 2022    | 2022   | 2022    | 2016    | 2016    | 2016    | 2010    | 2010   | 2010    |
| Partei                                                          | Stimmen | Anteil | Mandate | Stimmen | Anteil  | Mandate | Stimmen | Anteil | Mandate |
| --------------------------------------------------------------- | ------- | ------ | ------- | ------- | ------- | ------- | ------- | ------ | ------- |
| Gemeinschaftsliste für Kolsass – Bürgermeisterliste – BGM-Liste | 612     | 66,02  | 9       | 593     | 63,69 % | 9       | 454     | 53,92  |         |
| SPÖ + Parteifreie Kolsass seit 2022 PROKO (ProKolsass)          | 225     | 24,27  | 3       | 239     | 25,67 % | 3       | 148     | 17,58  |         |
| Freiheitlich Unabhängige Liste Kolsass – FPÖ                    | 90      | 9,71   | 1       | 099     | 10,63 % | 1       | 53      | 6,29   |         |
| Wir für Kolsass                                                 |         |        |         |         |         |         | 75      | 8,91   |         |
| Unabhängige Liste Kolsass                                       |         |        |         |         |         |         | 112     | 13,30  |         |

### Bürgermeister
Bürgermeister von Kolsass ist Klaus Lindner.

### Wappen
Das Wappen wurde 1936 verliehen. Es zeigt zwei gekreuzte Drachenköpfe mit roten Zungen auf schwarzem Grund und stammt vom Wappen des ehemaligen Besitzers Ritter Florian Waldauf von Burg Rettenberg ab.

## Persönlichkeiten

### Söhne und Töchter der Gemeinde
- Franz Lechner (1900–1975), Politiker (ÖVP)
- Christian Hochschwarzer (* 1967), ehemaliger Fußballspieler und Amtsleiter von Kolsassberg; hier wohnhaft